# The Outer Limits (album)
Ne doit pas être confondu avec Au-delà du réel.
Albums de Voivod
Best of Voivod
(1992) Negatron
(1995)
Singles
The Outer Limits est le septième album du groupe québécois Voivod, sorti en 1993.
Après le départ de Jean-Yves "Blacky" Thériault, Pierre Saint-Jean a joué à la guitare basse pour l'enregistrement, mais n'a jamais compté comme un membre officiel du groupe. Peu après la sortie de l'album, le chanteur Denis "Snake" Bélanger, qui souffre d'une dépression à l'époque et qui veut se retirer complètement de la scène musicale, quitte également le groupe qui ne compte plus que deux membres.
L'album est publié avec deux pochettes différentes : une version ordinaire en couleurs et une version avec la même image en brun et blanc. L'album contient des lunettes 3D pour visionner les dessins du batteur Michel "Away" Langevin dans le livret pour l'album, une idée originale et visionnaire à cette époque. L'image de la pochette fait allusion aux séries de romans du genre science-fiction qui paraissent régulièrement en kiosques.
The Outer Limits se distance musicalement un peu de l'album précédent et emploie de nouveau des influences du genre heavy metal. Ainsi, l'album est vu soit comme un retour en arrière, soit comme un point de stagnation. Le groupe a enregistré une autre reprise du groupe Pink Floyd : cette fois il s'agit de The Nile Song, de leur troisième album More, mais la chanson et l'album n'ont pas connu le même succès que Astronomy Domine et Nothingface. L'album contient également la chanson Jack Luminous, la chanson la plus longue du groupe, avec une durée de 17 minutes et 26 secondes. Greg Saunier, batteur du groupe de rock alternatif Deerhoof, a dit lors d'une entrevue que cette chanson est sa préférée de tous les temps.
The Outer Limits est le premier album de Voivod à être accompagné de la publication d'un single, en l'occurrence The Lost Machine. Ce single est d'ailleurs très difficile à trouver : strictement promotionnel et publié uniquement au format vinyle, sa rareté lui confère une très grande valeur.

## Membres du groupe
- Denis "Snake" Bélanger : voix
- Denis "Piggy" D'Amour : guitare
- Michel "Away" Langevin : batterie
- Pierre Saint-Jean : basse (seulement durant l'enregistrement)

## Liste des morceaux
1. Fix My Heart - 4:57
2. Moonbeam Rider - 4:11
3. Le pont noir - 5:43
4. The Nile Song (reprise de Pink Floyd) - 4:00
5. The Lost Machine - 5:53
6. Time Warp - 3:55
7. Jack Luminous - 17:29
8. Wrong-Way Street - 3:50
9. We Are Not Alone - 4:27